# Matrixnorm
Eine Matrixnorm ist in der Mathematik eine Norm auf dem Vektorraum der reellen oder komplexen Matrizen. Neben den drei Normaxiomen Definitheit, absolute Homogenität und Subadditivität wird bei Matrixnormen teilweise die Submultiplikativität als vierte definierende Eigenschaft gefordert. Submultiplikative Matrixnormen besitzen einige nützliche Eigenschaften, so ist beispielsweise der Spektralradius einer quadratischen Matrix, also der Betrag des betragsgrößten Eigenwerts, niemals größer als ihre Matrixnorm. Es gibt mehrere Möglichkeiten, Matrixnormen zu definieren, unter anderem direkt über eine Vektornorm, als Operatornorm oder über die Singulärwerte der Matrix. Matrixnormen werden insbesondere in der linearen Algebra und der numerischen Mathematik verwendet.

## Grundbegriffe

### Definition
Ist {\displaystyle {\mathbb {K} }} der Körper der reellen oder komplexen Zahlen, so wird mit {\displaystyle {\mathbb {K} }^{m\times n}} die Menge der reellen oder komplexen (m × n)-Matrizen bezeichnet, die mit der Matrizenaddition und der Skalarmultiplikation einen Vektorraum bildet. Eine Matrixnorm {\displaystyle \|\cdot \|} ist nun eine Norm auf dem Matrizenraum, das heißt eine Abbildung
{\displaystyle \|\cdot \|\colon {\mathbb {K} }^{m\times n}\to \mathbb {R} _{0}^{+},\;A\mapsto \|A\|},
die einer Matrix eine nichtnegative reelle Zahl zuordnet und die für alle Matrizen {\displaystyle A,\,B\in {\mathbb {K} }^{m\times n}} und Skalare {\displaystyle \alpha \in \mathbb {K} } die folgenden drei Eigenschaften erfüllt:
- {\displaystyle \|A\|=0\;\Rightarrow \;A=0}    (Definitheit)
- {\displaystyle \|\alpha \cdot A\|=|\alpha |\,\|A\|}    (absolute Homogenität)
- {\displaystyle \|A+B\|\leq \|A\|+\|B\|}    (Subadditivität oder Dreiecksungleichung)

Zusammen mit einer Matrixnorm ist der Raum der Matrizen ein normierter Vektorraum {\displaystyle ({\mathbb {K} }^{m\times n},\|\cdot \|)}. Da der Raum der Matrizen eine endliche Dimension besitzt, ist dieser normierte Raum auch vollständig und somit ein Banachraum.

### Submultiplikativität
Teilweise wird als vierte definierende Eigenschaft gefordert, dass eine Matrixnorm submultiplikativ ist, das heißt, dass für zwei Matrizen {\displaystyle A\in {\mathbb {K} }^{m\times n}} und {\displaystyle B\in {\mathbb {K} }^{n\times l}}
{\displaystyle \|A\cdot B\|\leq \|A\|\cdot \|B\|}
gilt. Bei nicht-quadratischen Matrizen ist diese Ungleichung genau genommen aus drei verschiedenen Normen zusammengesetzt. Der Raum der quadratischen Matrizen {\displaystyle {\mathbb {K} }^{n\times n}} ist mit der Matrizenaddition und der Matrizenmultiplikation sowie einer submultiplikativen Matrixnorm eine normierte Algebra, insbesondere eine Banachalgebra. Es gibt aber auch Matrixnormen, die nicht submultiplikativ sind.

### Verträglichkeit mit einer Vektornorm
Eine Matrixnorm {\displaystyle \|\cdot \|} heißt verträglich oder kompatibel mit einer Vektornorm {\displaystyle \|\cdot \|_{V}}, wenn für alle Matrizen {\displaystyle A\in {\mathbb {K} }^{m\times n}} und alle Vektoren {\displaystyle x\in {\mathbb {K} }^{n}} die Ungleichung
{\displaystyle \|A\cdot x\|_{V}\leq \|A\|\cdot \|x\|_{V}}
gilt. Auch diese Ungleichung ist bei nicht-quadratischen Matrizen genau genommen aus drei verschiedenen Normen zusammengesetzt. Verträglichkeit ist immer dann von Bedeutung, wenn Vektoren und Matrizen gemeinsam in Abschätzungen auftreten. Jede submultiplikative Matrixnorm ist zumindest mit sich selbst als Vektornorm verträglich, da jede Matrixnorm für eine Matrix bestehend aus nur einer Spalte auch eine Vektornorm ist.

## Eigenschaften

### Äquivalenz
Alle Matrixnormen sind zueinander äquivalent, das heißt, zu zwei beliebigen Matrixnormen {\displaystyle \|\cdot \|_{a}} und {\displaystyle \|\cdot \|_{b}} gibt es zwei positive Konstanten {\displaystyle c_{1}} und {\displaystyle c_{2}}, sodass für alle Matrizen {\displaystyle A\in {\mathbb {K} }^{m\times n}}
{\displaystyle c_{1}\|A\|_{b}\leq \|A\|_{a}\leq c_{2}\|A\|_{b}}
gilt. Diese Äquivalenz ist eine Folgerung daraus, dass in endlichdimensionalen Vektorräumen Normkugeln immer kompakt sind. Eine Matrixnorm kann also durch eine andere Matrixnorm nach oben und nach unten abgeschätzt werden. Über die Größe der Konstanten wird dabei zunächst nichts ausgesagt, für viele Paare von Normen lassen sich die Konstanten aber explizit angeben.

### Abschätzung der Eigenwerte
Ist eine Matrixnorm mit irgendeiner Vektornorm verträglich (also beispielsweise submultiplikativ), dann gilt für jeden Eigenwert {\displaystyle \lambda } einer quadratischen Matrix {\displaystyle A\in {\mathbb {K} }^{n\times n}}
{\displaystyle |\lambda |\leq \|A\|},
da dann ein zu diesem Eigenwert zugehöriger Eigenvektor {\displaystyle x\neq 0} mit {\displaystyle Ax=\lambda x} existiert, für den
{\displaystyle |\lambda |\cdot \|x\|=\|\lambda x\|=\|Ax\|\leq \|A\|\cdot \|x\|}
gilt, womit nach Division durch {\displaystyle \|x\|>0} die Abschätzung folgt. Insbesondere gilt damit für jede submultiplikative Matrixnorm, dass der Spektralradius (der Betrag des betragsgrößten Eigenwerts) einer quadratischen Matrix niemals größer als ihre Norm ist.

### Unitäre Invarianz
Eine Matrixnorm heißt unitär invariant, wenn sie invariant unter unitären Transformationen (im reellen Fall orthogonalen Transformationen) ist, das heißt, wenn für alle Matrizen {\displaystyle A\in {\mathbb {K} }^{m\times n}} und alle unitären Matrizen (im reellen Fall orthogonale Matrizen) {\displaystyle U\in {\mathbb {K} }^{m\times m}} und {\displaystyle V\in {\mathbb {K} }^{n\times n}}.
{\displaystyle \|UAV\|=\|A\|}
gilt. Eine Matrixnorm ist genau dann unitär invariant, wenn sie sich als betrags- und permutationsinvariante Vektornorm (symmetrisches Eichfunktional) des Vektors der Singulärwerte der Matrix {\displaystyle \sigma =(\sigma _{1},\ldots ,\sigma _{r}),r=\min\{m,n\}} durch
{\displaystyle \|A\|=\|\,\sigma \|_{V}}
darstellen lässt.

### Selbstadjungiertheit
Die zu einer Matrixnorm adjungierte Norm {\displaystyle \|\cdot \|^{H}} ist für quadratische Matrizen {\displaystyle A\in {\mathbb {K} }^{n\times n}} definiert als die Norm der adjungierten (im reellen Fall transponierten) Matrix {\displaystyle A^{H}}, also
{\displaystyle \|A\|^{H}:=\|A^{H}\|}.
Eine Matrixnorm heißt selbstadjungiert, wenn sie invariant unter Adjungierung ist, das heißt, wenn
{\displaystyle \|A\|^{H}=\|A\|}
gilt. Alle unitär invarianten Matrixnormen sind auch selbstadjungiert.

## Wichtige Matrixnormen

### Über Vektornormen definierte Matrixnormen
Indem alle Einträge einer Matrix untereinander geschrieben werden, kann eine Matrix {\displaystyle A\in {\mathbb {K} }^{m\times n}} auch als entsprechend langer Vektor aus {\displaystyle {\mathbb {K} }^{m\cdot n}} angesehen werden. Damit können Matrixnormen direkt über Vektornormen definiert werden, insbesondere über die p-Normen
{\displaystyle \|A\|=\left(\sum _{i=1}^{m}\sum _{j=1}^{n}|a_{ij}|^{p}\right)^{1/p}}.
Da die Summe zweier Matrizen und die Multiplikation einer Matrix mit einem Skalar komponentenweise definiert sind, folgen die Normeigenschaften der Matrixnorm direkt aus den entsprechenden Eigenschaften der zugrundeliegenden Vektornorm. Zwei dieser so definierten Matrixnormen haben eine besondere Bedeutung und Namen.

#### Gesamtnorm
Die Gesamtnorm einer Matrix basiert auf der Maximumsnorm im (m · n)-dimensionalen Raum und ist definiert als
{\displaystyle \|A\|_{G}={\sqrt {mn}}\cdot \max _{{i=1,\ldots ,m} \atop {j=1,\ldots ,n}}|a_{ij}|},
wobei im Gegensatz zur Maximumsnorm von Vektoren das betragsmaximale Matrixelement mit dem geometrischen Mittel aus Anzahl der Zeilen und Spalten der Matrix {\displaystyle {\sqrt {mn}}} multipliziert wird. Durch diese Skalierung ist die Gesamtnorm submultiplikativ und für quadratische Matrizen mit allen p-Normen inklusive der Maximumsnorm verträglich. Die lediglich über das betragsmaximale Element definierte Norm
{\displaystyle \|A\|_{M}=\max _{{i=1,\ldots ,m} \atop {j=1,\ldots ,n}}|a_{ij}|}
ist ein Beispiel für eine nicht submultiplikative Matrixnorm.

#### Frobeniusnorm
Die Frobeniusnorm einer Matrix entspricht der euklidischen Norm im (m · n)-dimensionalen Raum und ist definiert als
{\displaystyle \|A\|_{F}={\sqrt {\sum _{i=1}^{m}\sum _{j=1}^{n}|a_{ij}|^{2}}}}.
Die Frobeniusnorm ist submultiplikativ, mit der euklidischen Norm verträglich, unitär invariant und selbstadjungiert.

### Über Operatornormen definierte Matrixnormen
Eine Matrixnorm heißt von einer Vektornorm induziert oder natürliche Matrixnorm, wenn sie als Operatornorm abgeleitet ist, falls also
{\displaystyle \|A\|=\max _{x\neq 0}{\frac {\|Ax\|}{\|x\|}}=\max _{\|x\|=1}\|Ax\|}
gilt. Anschaulich entspricht eine so definierte Matrixnorm dem größtmöglichen Streckungsfaktor nach Anwendung der Matrix auf einen Vektor. Als Operatornormen sind solche Matrixnormen stets submultiplikativ und mit der Vektornorm, aus der sie abgeleitet wurden, verträglich. Die Operatornormen sind sogar unter allen mit einer Vektornorm verträglichen Matrixnormen jeweils die kleinsten.

#### Zeilensummennorm

Illustration der Zeilensummennorm einer (2 × 2)-Matrix

Die Zeilensummennorm ist die durch die Maximumsnorm induzierte Norm einer Matrix und durch
{\displaystyle \|A\|_{\infty }=\max _{\|x\|_{\infty }=1}\|Ax\|_{\infty }=\max _{i=1,\ldots ,m}{\sum _{j=1}^{n}|a_{ij}|}}
definiert. Die Berechnung der Zeilensummennorm erfolgt also durch die Ermittlung der Betragssumme jeder Zeile und dann durch Auswahl des Maximums dieser Werte.

#### Spektralnorm
Die Spektralnorm ist die durch die euklidische Norm induzierte Norm einer Matrix und durch
{\displaystyle \|A\|_{2}=\max _{\|x\|_{2}=1}\|Ax\|_{2}={\sqrt {\lambda _{\max }(A^{H}A)}}}
definiert. Dabei ist {\displaystyle A^{H}} die zu {\displaystyle A} adjungierte Matrix (im reellen Fall transponierte Matrix) und {\displaystyle \lambda _{\max }(A^{H}A)} der betragsmäßig größte Eigenwert des Matrixprodukts {\displaystyle A^{H}A}. Die Spektralnorm ist unitär invariant und selbstadjungiert.

#### Spaltensummennorm
Die Spaltensummennorm ist die durch die Summennorm induzierte Norm einer Matrix und durch
{\displaystyle \|A\|_{1}=\max _{\|x\|_{1}=1}\|Ax\|_{1}=\max _{j=1,\ldots ,n}\sum _{i=1}^{m}|a_{ij}|}
definiert. Die Berechnung der Spaltensummennorm erfolgt also durch die Ermittlung der Betragssumme jeder Spalte und dann durch Auswahl des Maximums dieser Werte.

### Über Singulärwerte definierte Matrixnormen
Eine weitere Möglichkeit, Matrixnormen über Vektornormen abzuleiten, ist es eine Singulärwertzerlegung einer Matrix {\displaystyle A=U\Sigma V^{H}} in eine unitäre Matrix {\displaystyle U\in {\mathbb {K} }^{m\times m}}, eine Diagonalmatrix {\displaystyle \Sigma \in {\mathbb {R} }^{m\times n}} und eine adjungierte unitäre Matrix {\displaystyle V^{H}\in {\mathbb {K} }^{n\times n}} zu betrachten. Die nichtnegativen, reellen Einträge {\displaystyle \sigma _{1},\ldots ,\sigma _{r}}, {\displaystyle r=\operatorname {rang} (A)}, der Diagonalmatrix {\displaystyle \Sigma } sind dann die Singulärwerte von {\displaystyle A} und gleich den Quadratwurzeln der Eigenwerte von {\displaystyle A^{H}A}. Die Singulärwerte werden dann in einen Vektor {\displaystyle \sigma =(\sigma _{1},\ldots ,\sigma _{r})} notiert und die Norm der Matrix
{\displaystyle \|A\|=\|\sigma \|}
über die Norm ihres Singulärwertvektors definiert.

#### Schatten-Normen
Die Schatten-Normen, genauer Schatten-p-Normen, einer Matrix sind die p-Normen des Vektors der Singulärwerte {\displaystyle \sigma } der Matrix und definiert als
{\displaystyle \|A\|_{p}=\|\sigma \|_{p}=\left(\sum _{j=1}^{r}(\sigma _{j})^{p}\right)^{1/p}}.
Die Schatten-∞-Norm entspricht damit der Spektralnorm, die Schatten-2-Norm der Frobeniusnorm und die Schatten-1-Norm nennt man auch Spurnorm. Alle Schatten-Normen sind submultiplikativ, unitär invariant und selbstadjungiert. Die zu einer Schatten-p-Norm duale Norm ist die Schatten-q-Norm mit {\displaystyle (1/p)+(1/q)=1} für {\displaystyle 1<p,q<\infty }.

#### Ky-Fan-Normen
Die Ky-Fan-Norm der Ordnung {\displaystyle k\in \{1,\ldots ,r\}} einer Matrix ist die Summe ihrer ersten {\displaystyle k} Singulärwerte und definiert als
{\displaystyle \|A\|_{k}=\sum _{j=1}^{k}\sigma _{j}=\sigma _{1}+\sigma _{2}+\cdots +\sigma _{k}},
wobei die Singulärwerte der Größe nach fallend geordnet sind. Die erste Ky-Fan-Norm entspricht damit der Spektralnorm und die r-te Ky-Fan-Norm der Schatten-1-Norm. Alle Ky-Fan-Normen sind unitär invariant und selbstadjungiert.

## Anwendungen

### Potenzreihen von Matrizen
Matrixnormen werden unter anderem eingesetzt, um die Konvergenz von Potenzreihen von Matrizen zu untersuchen. Beispielsweise konvergiert die Potenzreihe zur Ermittlung der Inverse der quadratischen Matrix {\displaystyle I-A\in \mathbb {K} ^{n\times n}} mit {\displaystyle I} als der Einheitsmatrix
{\displaystyle (I-A)^{-1}=\sum \limits _{k=0}^{\infty }A^{k}}
wenn {\displaystyle \|A\|<1} für eine beliebige submultiplikative Matrixnorm gilt. Diese Aussage gilt sogar für beliebige stetige Operatoren auf normierten Räumen und ist als Neumann-Reihe bekannt. Mit Hilfe von Matrixnormen kann auch gezeigt werden, dass das Matrixexponential
{\displaystyle e^{A}=\sum _{k=0}^{\infty }{\frac {A^{k}}{k!}}}
als Funktion auf dem Raum der quadratischen Matrizen immer konvergent und wohldefiniert ist. Weiterhin sind Matrixnormen nützlich, um die Zahl der Terme in einer Potenzreihe zu ermitteln, die nötig ist, um eine Matrixfunktion bis auf eine bestimmte Genauigkeit zu berechnen.

### Störungsrechnung und Kondition
Ein weiteres wichtiges Anwendungsfeld von Matrixnormen liegt in der numerischen Fehleranalyse. Hierbei wird die Sensitivität einer numerischen Berechnung, beispielsweise der Lösung eines linearen Gleichungssystems, bezüglich kleinen Änderungen in den Eingabedaten, etwa den Einträgen der Matrix, untersucht. Das Störungslemma liefert hier eine Abschätzung für die Inverse einer um {\displaystyle \delta A} gestörten Matrix
{\displaystyle \|(A+\delta A)^{-1}\|}
in einer submultiplikativen Matrixnorm. Über den Satz von Bauer-Fike kann mit Hilfe einer submultiplikativen Matrixnorm auch eine Abschätzung der Veränderung der Eigenwerte einer Matrix auf Grund von Störungen in den Matrixeinträgen hergeleitet werden. Diese Abschätzungen führen zu dem zentralen numerischen Begriff der Kondition einer (regulären) Matrix
{\displaystyle \kappa (A)=\|A\|\cdot \|A^{-1}\|},
welcher die Verstärkung beschreibt, mit der sich Fehler in den Eingabedaten auf die numerische Lösung auswirken.